# Rosersbergi kastély
A Rosersbergi kastély (svédül: Rosersbergs slott) a svéd királyi paloták egyike. Stockholmtól északra, a Mälaren-tó parkján terül el. Az akkor reneszánsz, ma klasszicista stílusú palotát az 1630-as években építtette az Oxenstierna család. 1762-ben lett királyi palota, amikor az állam Károly hercegnek adományozta, akiből később XIII. Károly svéd király lett. A palotában működő múzeum büszkesége a XIII. Károly és XIV. Károly János svéd királyok időszakából jó állapotban fennmaradt, főleg empire stílusú berendezés.

## Története

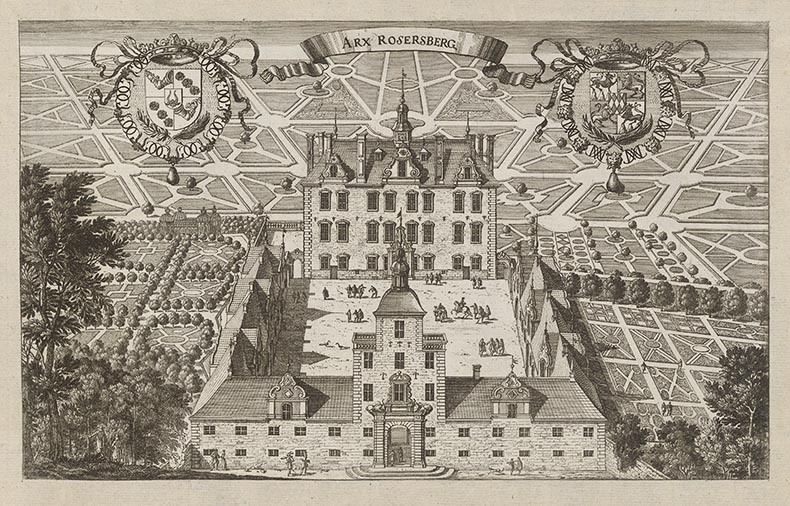
Az eredeti reneszánsz épület

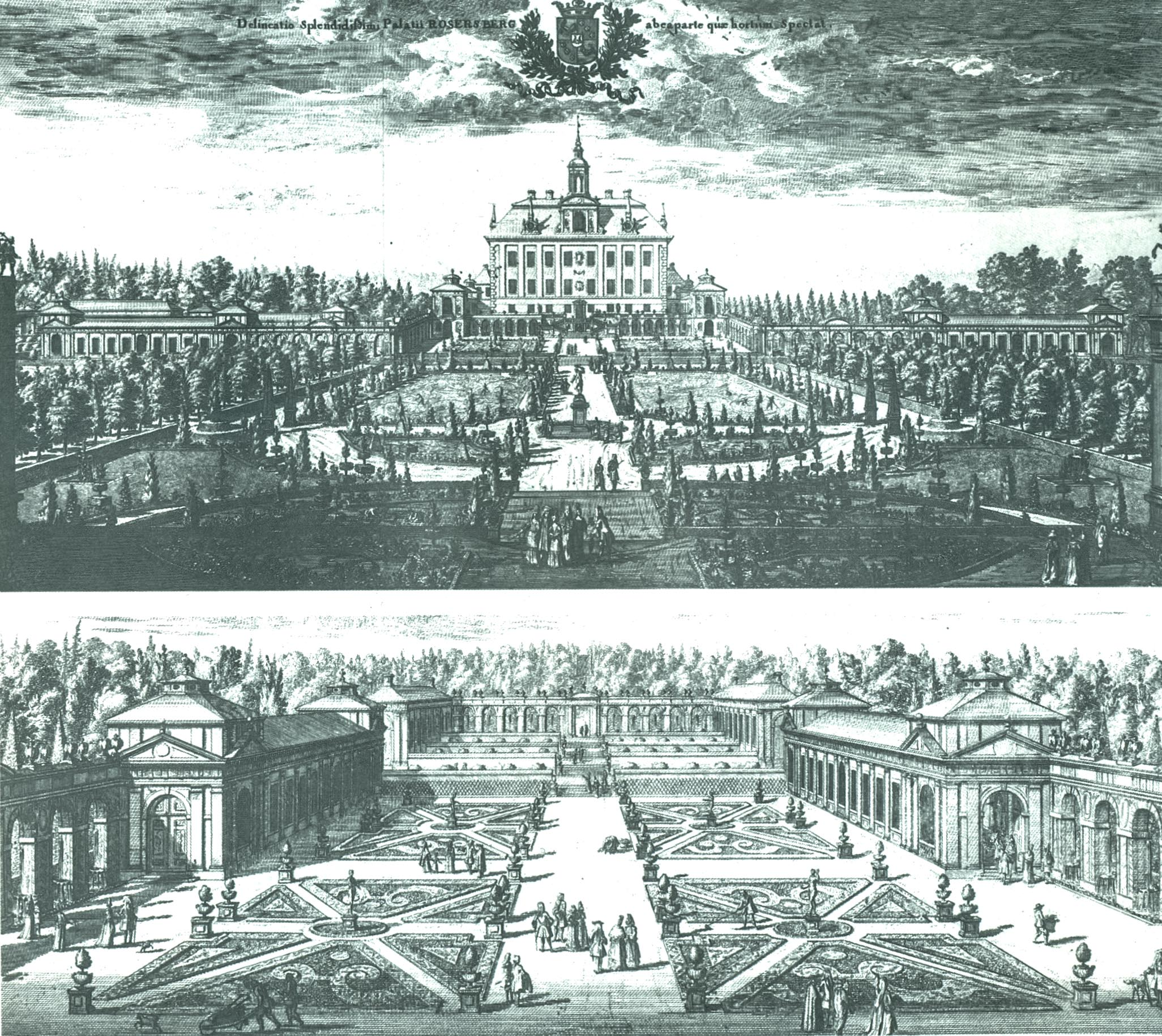
A barokk palota

1634-ben kezdte meg építtetését Gabriel Bengtsson Oxenstierna gróf, királyi adószedő. A kastély nevét a gróf édesanyjáról, a neves Három Rózsa (Tre Rosor) klánból származó Sigfrid Gustafsdotterről kapta.
A kastély eredetileg reneszánsz stílusban épült. 1682-ben a család következő generációját képviselő Bengt Gabrielsson Oxenstierna kancellár az ifj. Nicodemus Tessin építészt kérte fel, hogy francia mintára barokk stílusban építse újjá a kastélyt.
A 18. század derekán a svéd állam tulajdonába került az épület és azt III. Gusztáv svéd király öccse, Károly herceg, a későbbi XIII. Károly svéd király rendelkezésére bocsátották. A királyi herceg számára Jean Eric Rehn építész tervei alapján újították fel az épületet. Az addigra divatjamúlt barokk vonások eltűntek.
1774-ben Károly herceg feleségül vette Hedvig Elisabeth Charlotta hercegnőt, aki nagy hatással volt a belső berendezés kialakítására. A kastély jelenlegi muzeális belső terei nagyrészt ennek a korszaknak az emlékét őrzik.
XIII. Károly nagy érdeklődést tanúsított a művészetek és a könyvek iránt. Hálószobájából csigalépcső vezetett gazdag – mintegy 6000 kötetet tartalmazó – könyvtárába, aminek elegáns, de egyszerű és praktikus berendezése ma is megtekinthető.
Az épület külső felújítása Gustaf af Sillén, a kor neves svéd építészének irányítása alatt folytatódott . A mai állapotnak megfelelő külső kép végül 1809-12 között alakult ki.
1818-ban a francia Bernadotte marsallból lett XIV. Károly János svéd király vette át a palotát. A palota termeinek egy részét az ő és felesége, Dezideráta svéd királyné ízlésének megfelelően, jellegzetes empire stílusban alakították át. A francia származású király hálószobájába két kandallót is elhelyeztek az ágytól jobbra és balra, amelyek feladata volt az állandó 24 fokos meleg biztosítása. Ezek a termek jelenleg is e korabeli állapotban tekinthetők meg a múzeumban.
1844-től, XIV. Károly János halálától Dezideráta özvegy királyné élt a palotában nyaranta egészen haláláig, 1860-ig.
A kastély később fokozatosan elvesztette népszerűségét a király családban. Jelenleg, 2013-ban is királyi tulajdonban, de múzeumi kezelésben van.

## Képek

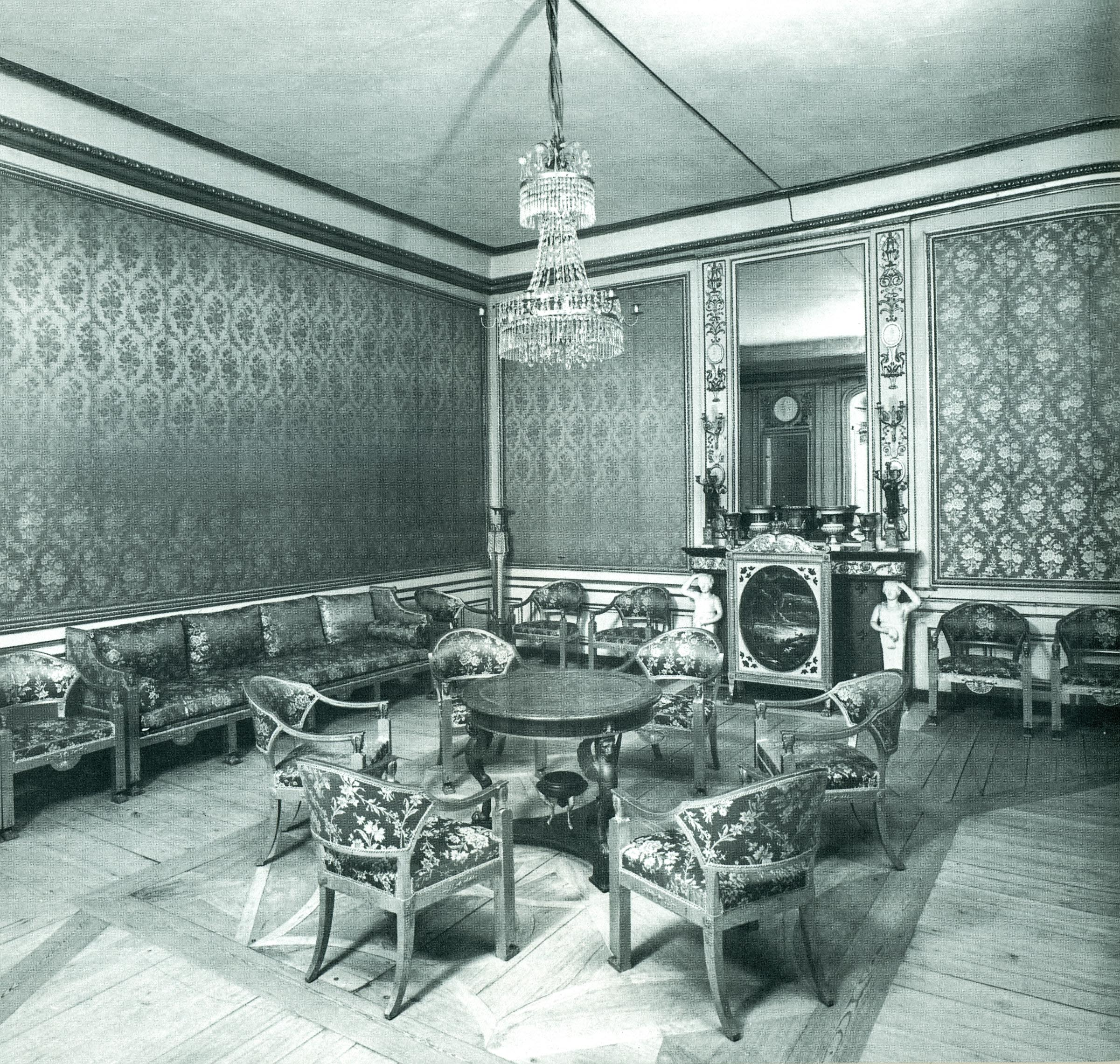
A Vörös szalon 1900 körüli fényképen
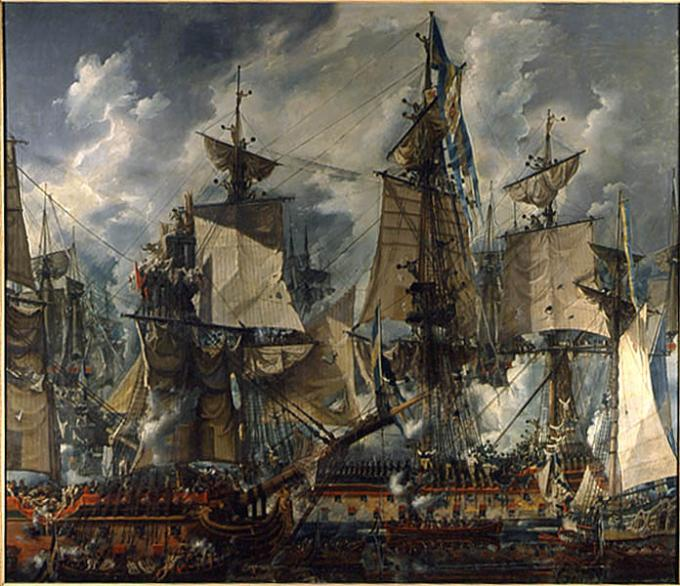
A második emeleti, fegyverekkel és zászlókkal díszített férfi-szalont uraló festmény a hoglandi csatáról
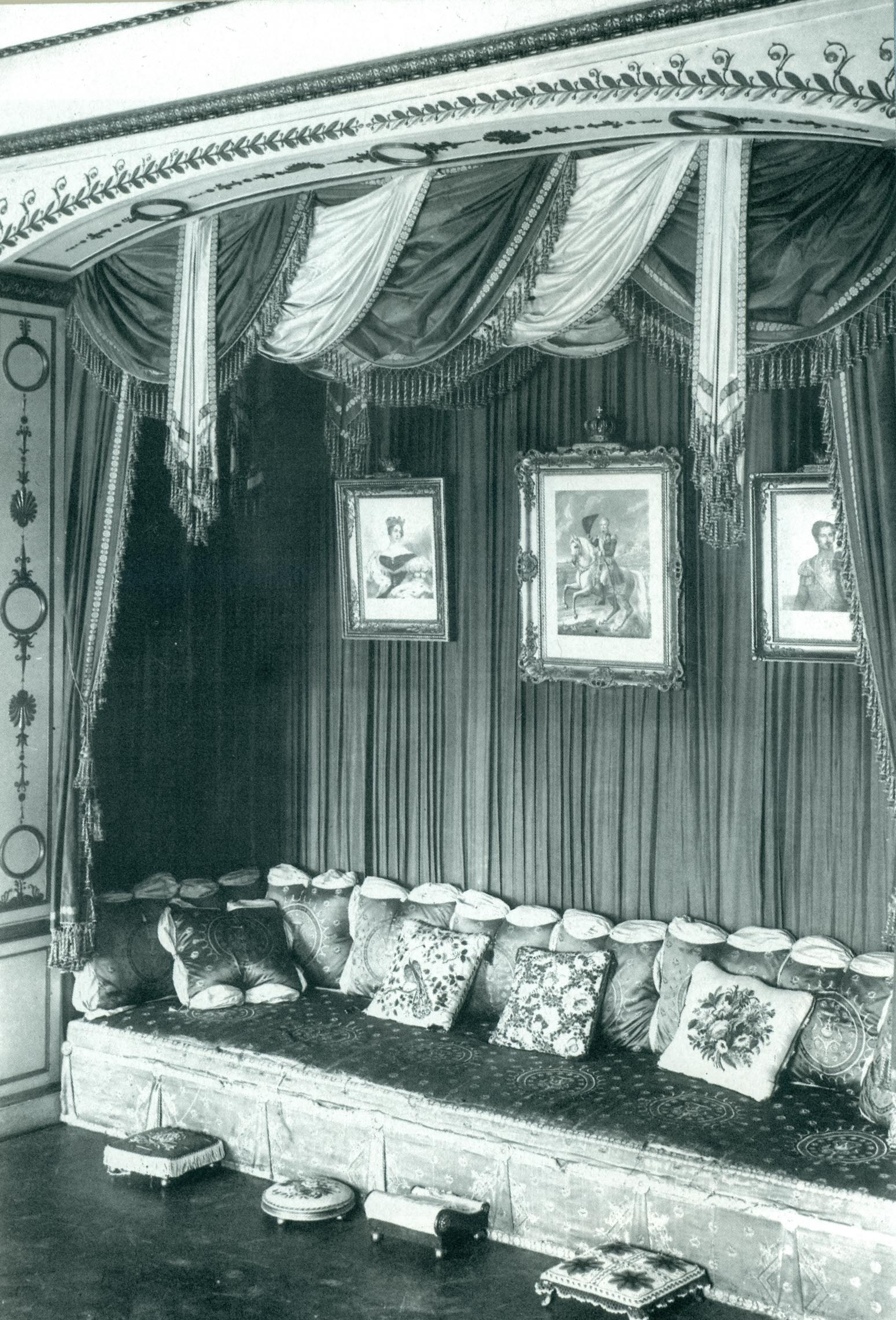
A korábbi királyné hálószobáját Dezideráta társalgóvá alakíttatta át